# Viraje en rojo
Los virajes en rojo (VER) o virajes con luz roja corresponden a las intersecciones que permiten a los vehículos virar durante una luz roja.

## Tipos de Virajes en rojo
Tradicionalmente, los VER han sido aplicados de dos formas. Por un lado, está la llamada aproximación “occidental” (total), que permite dicho viraje en toda intersección, salvo que este esté explícitamente prohibido. Por el otro lado, la versión “oriental” (parcial) es la que permite estos cruces únicamente cuando así se indica, estando prohibido virar con luz roja de no ser el caso.

## Implementación en América Latina

### Chile
En Chile los virajes en luz roja son prohibidos, excepto cuando una señal indica el contrario. 
Esta señal solo se puede instalar previo estudio técnico realizado por la autoridad local competente, que demuestre que el viraje a la derecha permanente no constituye riesgo de siniestros. Esto último requiere que se cumplan, a lo menos, cada una de las siguientes condiciones: 
1. El intersección no debe registrar más de 3 siniestros de tránsito por año.
2. El flujo que vira a la derecha debe ser menor o igual a 150 vehículos por hora durante todos los períodos del día.
3. El flujo peatonal en conflicto directo con el viraje a la derecha no debe ser mayor a 150 peatones por hora durante todos los períodos del día.
4. El radio de curvatura en la intersección debe ser superior a 10 m.
5. Debe existir buena visibilidad[2]

### Panamá
En Panamá está prohibido girar a la derecha con el semáforo rojo.

## Impacto por la seguridad vial
Un estudio de 1981 del Departamento de Transporte de los Estados Unidos muestra un aumento importante de los siniestros viales en viraje a la derecha después la autorización de los virajes en rojo oriental (un aumento de 43% a 107% por los peatones, y un aumento de 72% a 123% por los ciclistas).